# Балгиций
Балгиций (Болгиций, Булшици) — хазарский архонт Боспора. Когда около 700 года Византии стало известно о сближении Юстиниана II с хазарским каганом, Апсимар отправил к кагану посольство с просьбой выдать соперника живым или мёртвым с обещанием щедрого вознаграждения за эту услугу. Кажется, каган польстился на посулы византийцев и под видом охраны Юстиниана II от злых умыслов Апсимара окружил его хазарской стражей. Личному представителю кагана Папацию и архонту (правителю) Боспора Болгицию был дан приказ убить Юстиниана II при первой возможности. Но его жена Феодора, сама хазарка, предупредила его, и он, пригласив к себе Папация и правителя Боспора, приказал задушить их, а затем, отослав жену к её брату, с несколькими приближёнными бежал на рыбачьем судне из Хазарии в Дунайскую Болгарию.
Михаил Артамонов полагает, что титул «булшицы» в форме «балгиций» известен по византийским данным и, по-видимому, означает болгарского князя, главу прикубанских или чёрных булгар, которые ещё в VII веке были подчинены хазарами, но сохраняли свою племенную самостоятельность.
В 941 году, когда русы во главе с Хельгу напали на Самкерц и взяли в нём хорошую добычу, Песах — хазарский правитель области, включавшей Керченский пролив, носивший титул «булшицы», не найдя русских дружин, напал на крымские владения Византии. Песах взял три города византийских и осадил Херсон. Потом он пошёл против Хельгу, разбил его и принудил русов выступить против Константинополя.